# Strzępiak bzowy

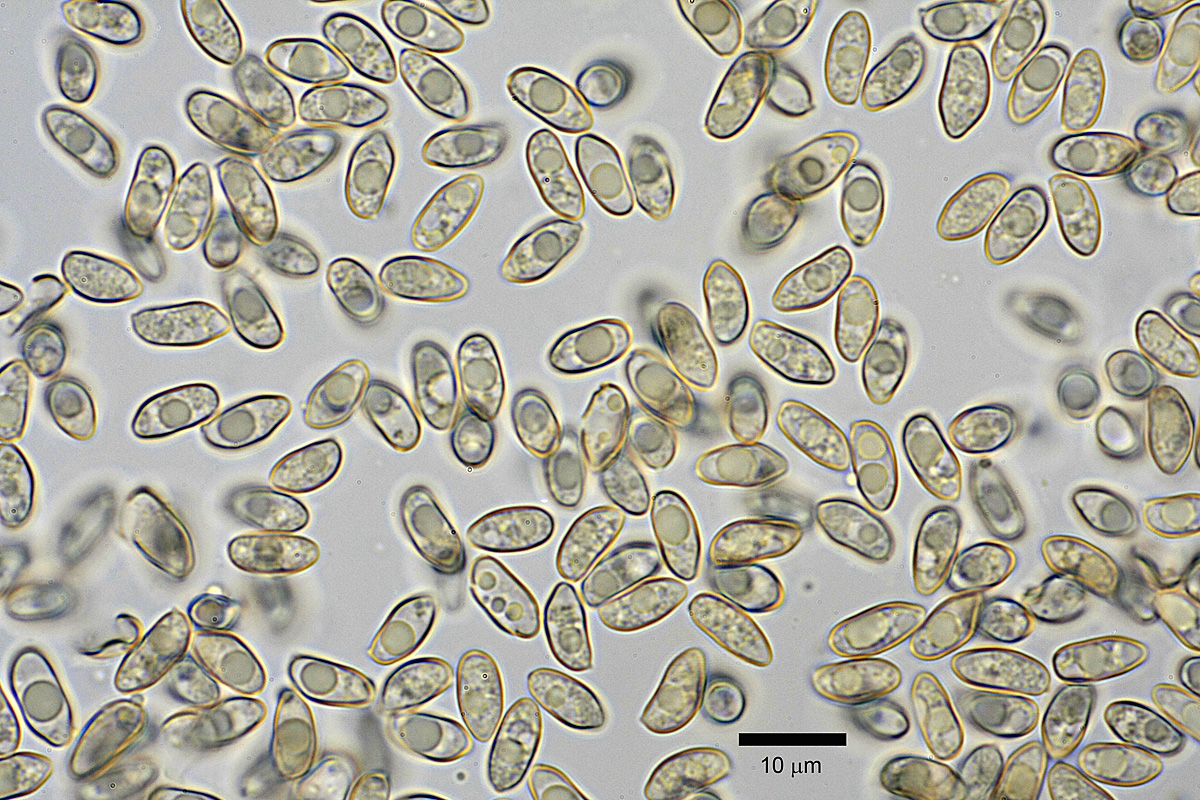
Zarodniki

Strzępiak bzowy (Inocybe sambucina (Fr.) Quél.) – gatunek grzybów należący do rodziny strzępiakowatych (Inocybaceae).

## Systematyka i nazewnictwo
Pozycja w klasyfikacji według Index Fungorum: Inocybe, Inocybaceae, Agaricales, Agaricomycetidae, Agaricomycetes, Agaricomycotina, Basidiomycota, Fungi.
Po raz pierwszy zdiagnozował go w 1821 r. Elias Fries nadając mu nazwę Agaricus sambucinus. Obecną, uznaną przez Index Fungorum nazwę nadał mu Lucien Quélet w 1872 r.
Synonimy:
- Agaricus obesus Batsch 1789
- garicus sambucinus Fr. 1821
- Agaricus sambucinus var. obesus (Batsch) Pers. 1828
- Derminus sambucinus (Fr.) J. Schröt. 1889
- Gymnopus obesus (Batsch) Gray 1821
- Inocybe geophylla var. sambucina (Fr.) P. Kumm. 1871
- Pleuropus obesus (Batsch) Murrill 1917

Nazwę polską zaproponował Władysław Wojewoda w 2003 r. Andrzej Nespiak w monografii polskich strzępiaków nie opisał tego gatunku.

## Morfologia
Kapelusz
Średnica 1,5–4, rzadko do 8 cm, początkowo wypukły, potem płasko rozpostarty z niewielkim garbkiem, mięsisty z cienkim brzegiem. Powierzchnia na środku jedwabista, z delikatnymi włókienkami, a na przyschniętych owocnikach również z łuseczkami. Kolor początkowo białawy z ochrowym odcieniem, potem szarawy.
Blaszki
Zatokowato wycięte, dość szerokie, z blaszeczkami. Początkowo białawe, potem płowoochrowe lub brudnobrązowe.
Trzon
Wysokość 2–3,5 cm, grubość 1–1,5 cm, walcowaty, czasem nieco pogrubiony u podstawy, mięsisty. Jest delikatnie włókienkowaty, czasem nieco oszroniony u szczytu. Białawy.
Miąższ
Biały, dość jędrny, o słabym zapachu spermy.
Cechy mikroskopowe
Zarodniki gładkie, migdałkowate, z małym kończykiem, 8,5–11 × 5–6 µm. Metuloidy butelkowate i pękate, 45–30 × 10–20 µm, o lekko żółtawych ścianach, z pojedynczymi kryształkami na szczycie.

## Występowanie i siedlisko
Znane jest występowanie strzępiaka bzowego w Ameryce Północnej, Europie i na Nowej Zelandii. W piśmiennictwie naukowym na terenie Polski do 2003 r. podano cztery stanowiska. Więcej stanowisk i bardziej aktualnych podaje internetowy atlas grzybów. Zaliczony w nim jest do gatunków rzadkich i wymagających ochrony.
Grzyb mikoryzowy. Rośnie na ziemi w lasach iglastych i liściastych. Spotykany w pobliżu buków, sosen lub dębów. Preferuje gleby kwaśne i piaszczyste.